# (32862) 1993 FD10
1993 FD10 (asteroide 32862) é um asteroide da cintura principal. Possui uma excentricidade de 0.19099110 e uma inclinação de 5.37593º.
Este asteroide foi descoberto no dia 17 de março de 1993 por UESAC em La Silla.